# 1188 (szám)
Az 1188 (római számmal: MCLXXXVIII) az 1187 és 1189 között található természetes szám.

## A szám a matematikában
A tízes számrendszerbeli 1188-as a kettes számrendszerben 10010100100, a nyolcas számrendszerben 2244, a tizenhatos számrendszerben 4A4 alakban írható fel.
Az 1188 páros szám, összetett szám. Kanonikus alakja 22 · 33 · 111, normálalakban az 1,188 · 103 szorzattal írható fel. Huszonnégy osztója van a természetes számok halmazán, ezek növekvő sorrendben: 1, 2, 3, 4, 6, 9, 11, 12, 18, 22, 27, 33, 36, 44, 54, 66, 99, 107, 132, 198, 297, 396, 594 és 1188.
Az 1188 egyetlen szám valódiosztó-összegeként áll elő, ez az 1187².

## Csillagászat
- 1188 Gothlandia kisbolygó